# 欖仁舅
欖仁舅，又名臺灣新烏檀，为茜草科新乌檀属下的一个种，分布於臺灣與菲律賓。

## 圖示

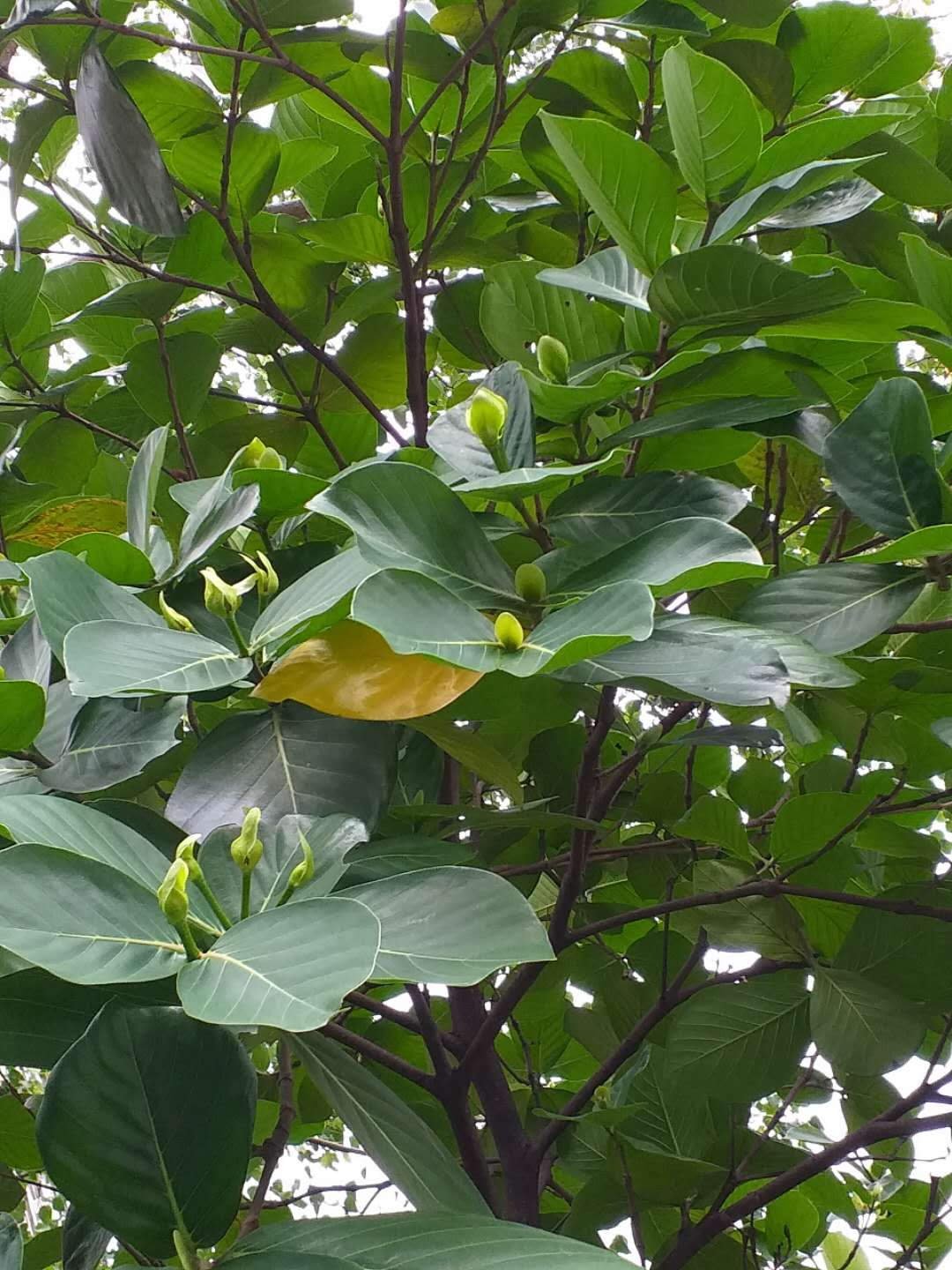
葉、托葉與尚在苞片中的花苞
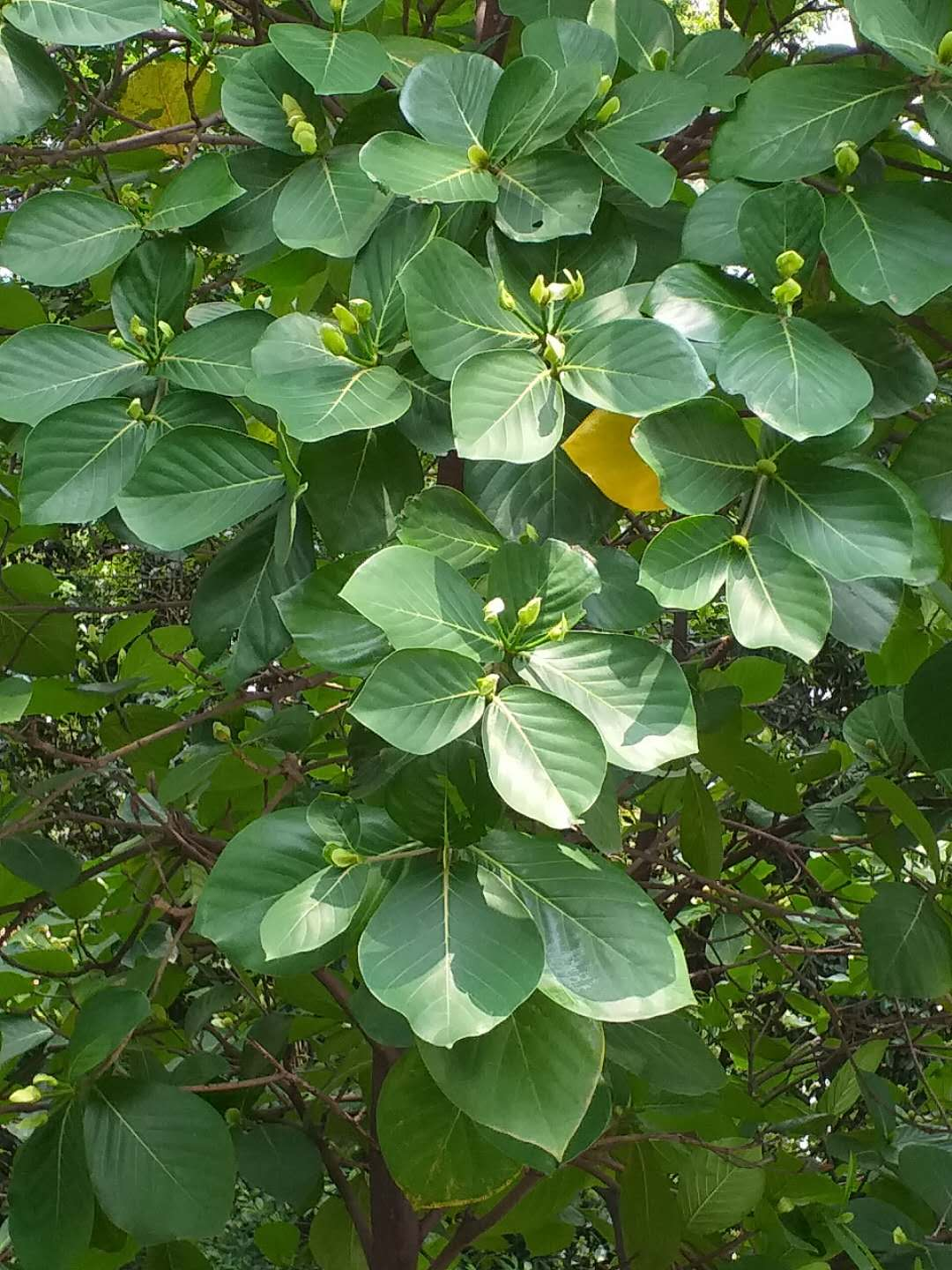
花苞/花序常三枚叢生
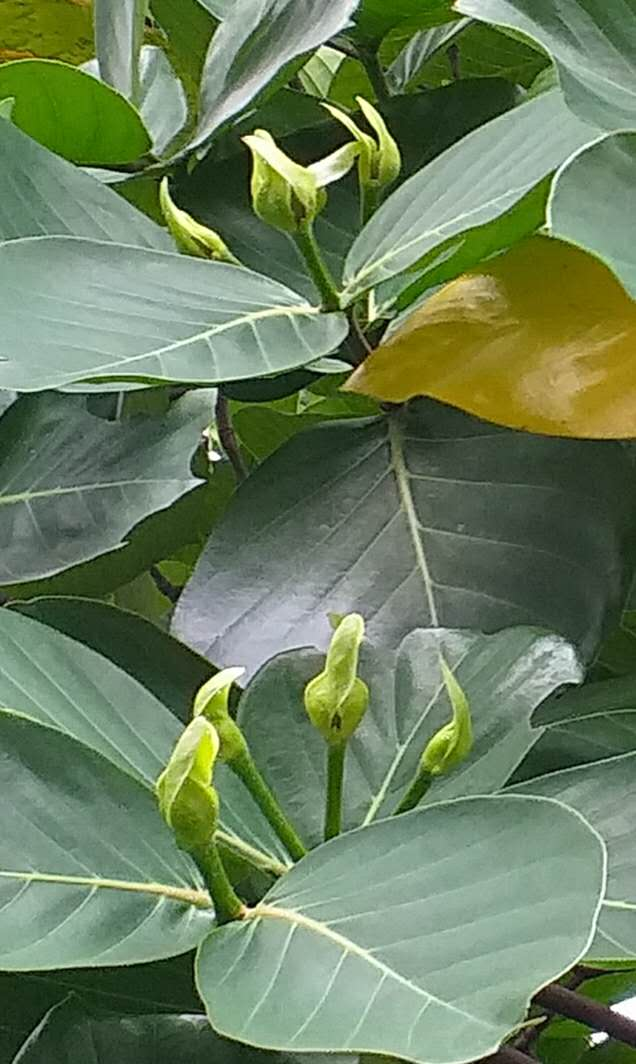
苞片具早落習性
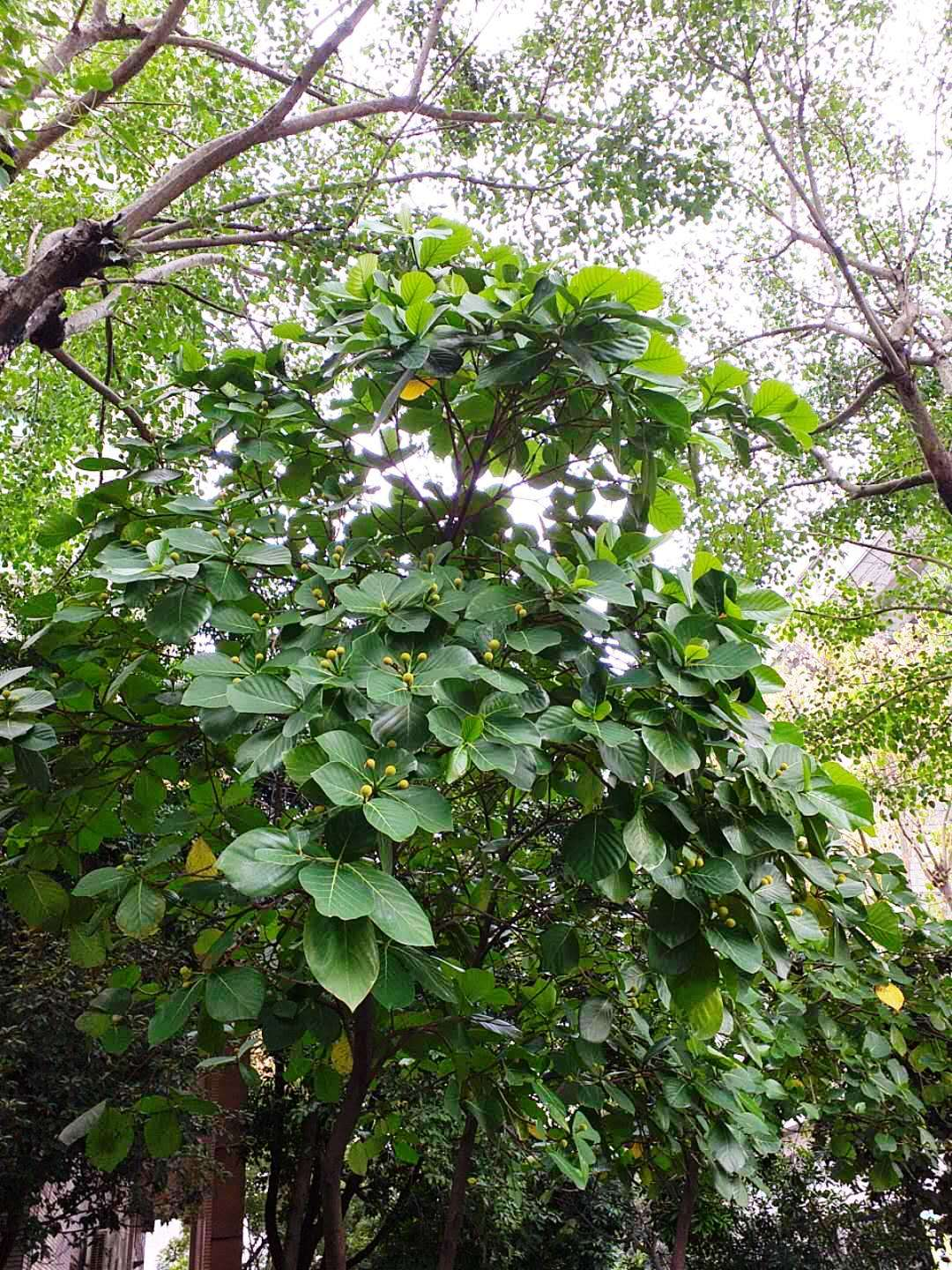
球狀花序
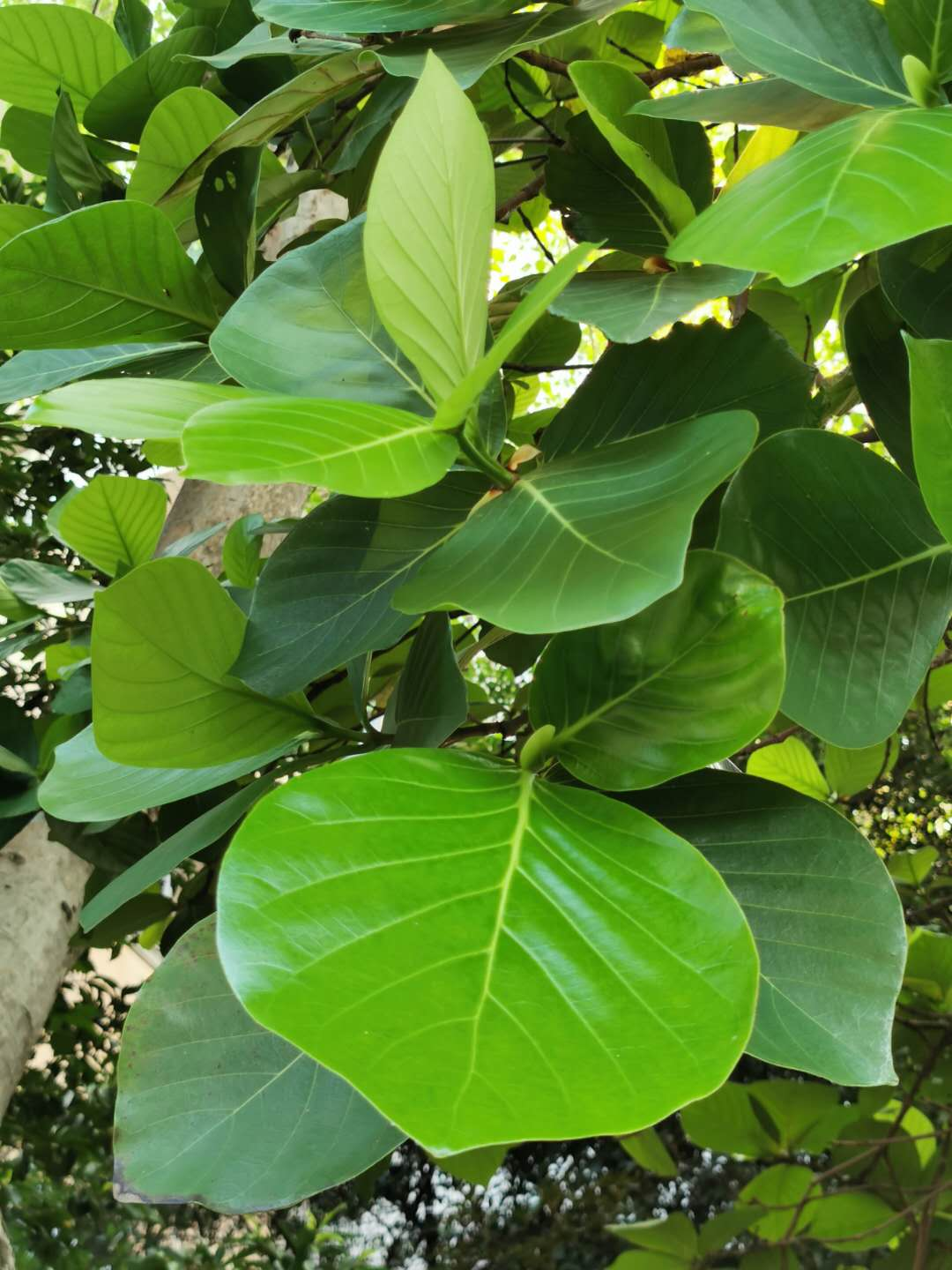
葉與托葉
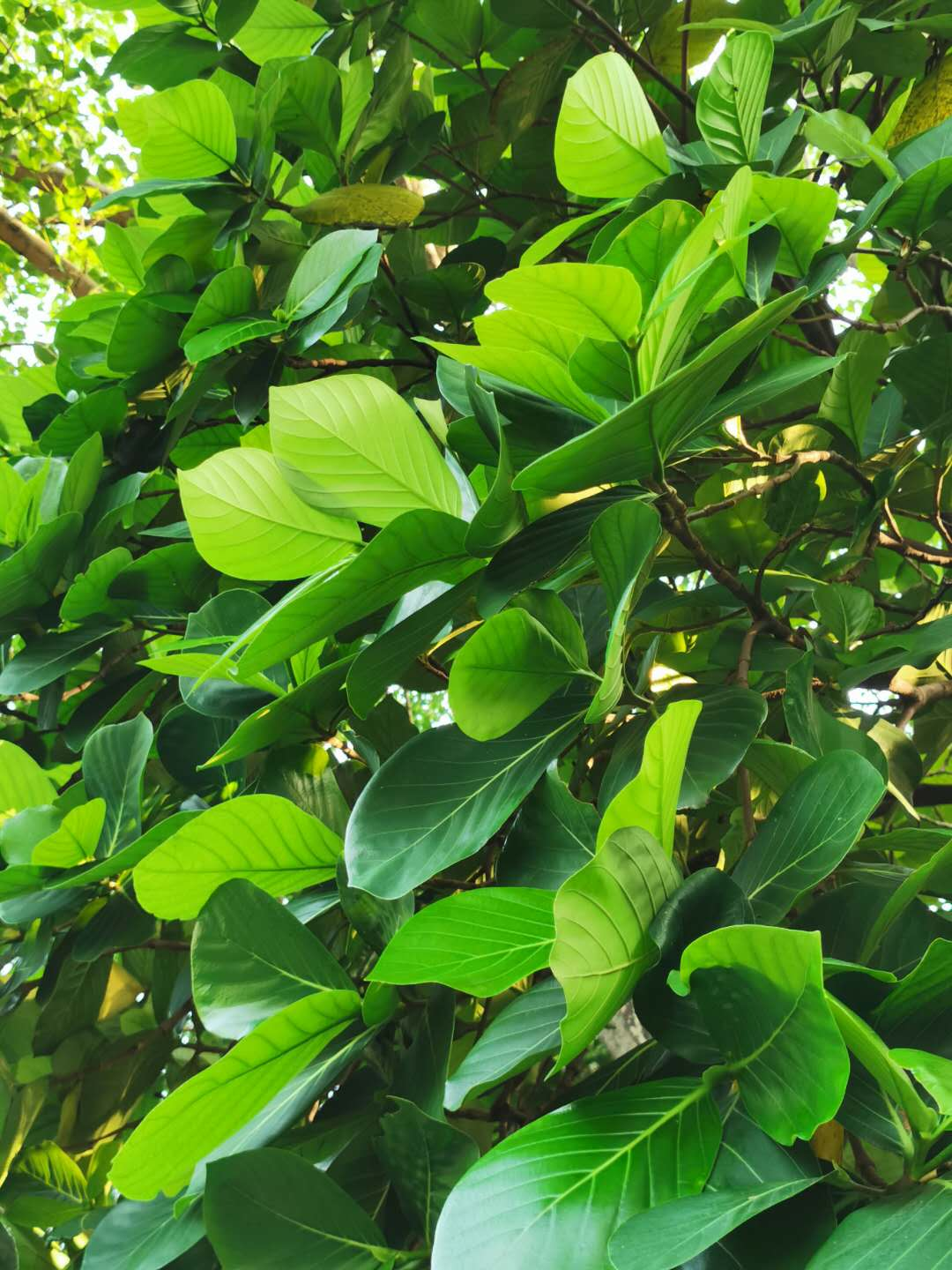
葉狀
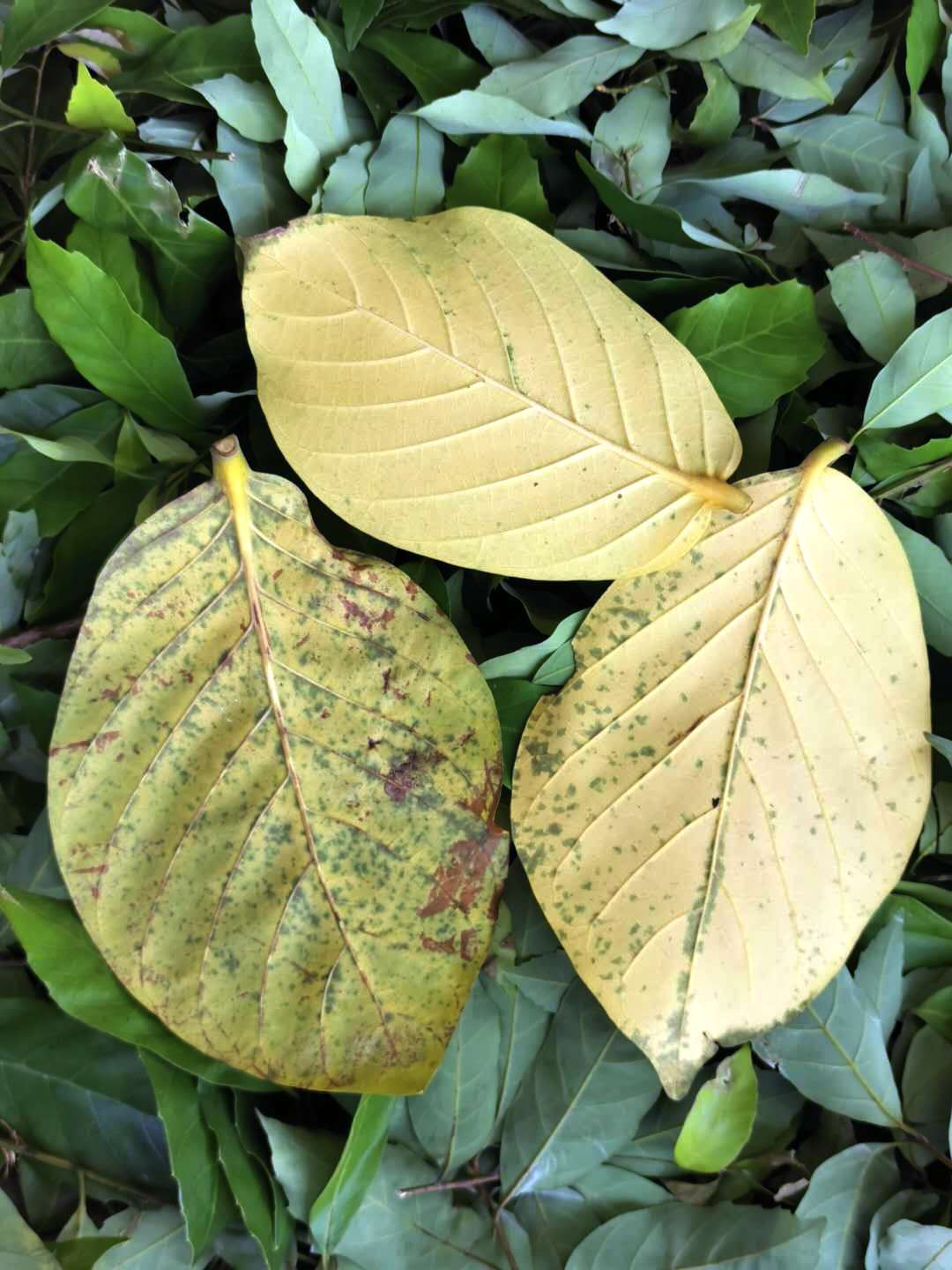
葉背中肋、側脈凸起
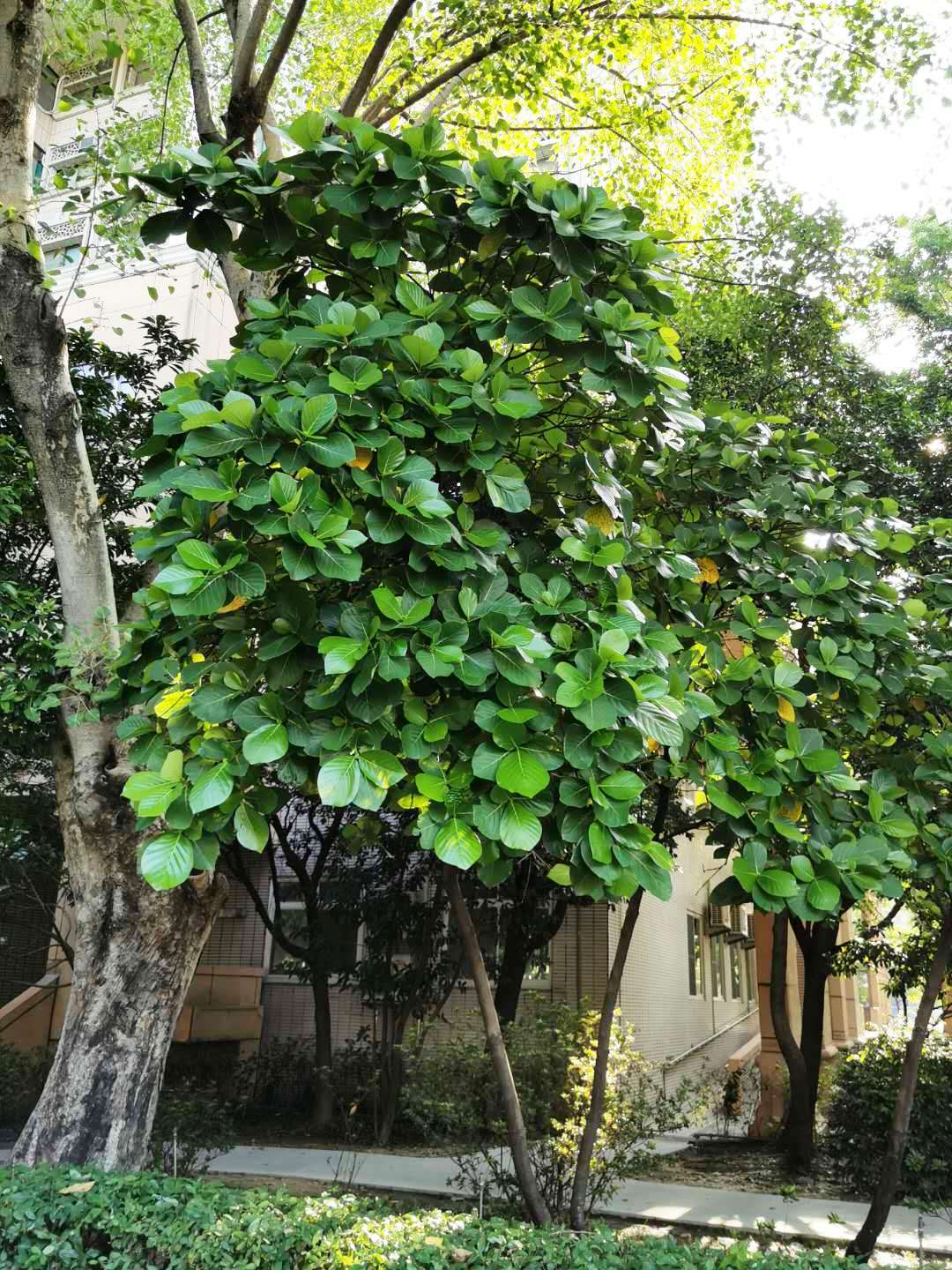
植株

## 引文出處
1. ↑  . 台灣特有生物研究保育中心.   [2020-09-16] （中文）.[]

## 扩展阅读
- 维基共享资源上的相關多媒體資源：欖仁舅